# Accident du Mi-8 à Grozny en 2001
Le crash du Grozny Mil Mi-8 en 2001 en Tchétchénie a tué 13 militaires russes, pour la plupart des officiers supérieurs, dont deux généraux.
Le 17 septembre 2001, un missile sol-air tiré par un groupe tchétchène visant des commandants russes a abattu un hélicoptère Mil Mi-8 au-dessus de Grozny, tuant le major général Anatoly Pozdnyakov, membre de l'état-major général des forces armées russes, le major général Pavel Varfolomeïev, directeur d'état-major adjoint du ministère russe de la Défense et huit colonels (Igor Abramov, Igor Khakhalkin, Yuri Makhov, Vladimir Smolennikov, Sergei Toryanik, Nikolai Lyubimsky, Igor Tribuntsov et Vladimir Talayev) et trois membres d'équipage.
En 2005, quatre membres d'un groupe appelé « Défense d'Itchkérie » ont été condamnés pour avoir abattu l’hélicoptère,.
Selon une version alternative, décrite par Anna Politkovskaïa, l'hélicoptère aurait été abattu par des forces russes corrompues. Selon Politkovskaïa :

« La ville a été bouclée après une série d’événements étranges. Les contrôles étaient si stricts qu'il était impossible de se déplacer entre les différents quartiers de la ville, et encore moins de sortir de Grozny à pied. Ce jour-là, le 17 septembre, un hélicoptère transportant une commission dirigée par le général de division Anatoly Pozdnyakov, de l'état-major général de Moscou, a été abattu directement au-dessus de la ville. Le général accomplissait un travail sans précédent pour un soldat en Tchétchénie. Seulement une heure avant que l'hélicoptère ne soit abattu, il m'a dit que la tâche de sa commission était de rassembler des données sur les crimes commis par l'armée, d'analyser leurs conclusions, de les classer dans un certain ordre, puis de soumettre les informations à l'examen du président. Rien de tel n’avait été fait auparavant. L'hélicoptère dans lequel ils décollaient de Grozny a été abattu presque au-dessus du centre-ville. Tous les membres de la commission ont péri, et comme ils étaient déjà en route vers la base aérienne de Khankala pour prendre un avion pour Moscou, tout le matériel qu'ils avaient collecté a également péri. »